# Guimesó
Guimesó es un despoblado español del municipio de Alàs i Cerc, perteneciente a la provincia de Lérida, en la comunidad autónoma de Cataluña.

## Toponimia
El nombre del lugar puede encontrarse escrito con las grafías Guimesó, Camisó y Quimesó.

## Historia
Hacia mediados del siglo XIX, el lugar, por entonces perteneciente al municipio de La Bastida d'Ortons, tenía contabilizada una población de791 habitantes. Aparece descrito en el decimotercer volumen del Diccionario geográfico-estadístico-histórico de España y sus posesiones de Ultramar de Pascual Madoz con las siguientes palabras:

QUIMESÓ: ald. en la prov. de Lérida (20 leg.), part. jud. y dióc. de Seo de Urgel (1), aud. terr. y c. g. de Barcelona (25), ayunt. de Ortadó. sit. en una pequeña pendiente junto al pueblo de la Bastida de Ortens y enclavada en su térm.; dependiendo en lo ecl. de la parr. de Ortadó. El terreno es de mala calidad. Hay un camino que dirige á la Seo de Urgel, de donde se recibe la correspondencia. prod.: trigo, legumbres y patatas; cria ganado lanar y cabrío, y caza de perdices, liebres y conejos. pobl.: un vec., 7 alm. contr.: con el ayuntamiento.
(Madoz, 1849, p. 315)

El lugar, que ha sido descrito como una masía, habría quedado despoblado.